# 2000年航空
此條目列出2000年發生有關航空運輸的事件。

## 事件

### 1月
- 1月3日：黑龍江省佳木斯市佳木斯東郊機場改擴建工程完工啟用。

### 3月
- 3月29日：江蘇省鹽城市鹽城南洋國際機場民航站再次恢復使用。

### 7月
- 7月29日：台灣桃園國際機場第二航廈啟用。

### 9月
- 9月17日：曼德勒省曼德勒曼德勒國際機場啟用。

### 10月
- 10月8日：亞西爾·阿拉法特國際機場被以色列強迫關閉。

### 12月
- 12月30日：浙江省杭州市杭州蕭山國際機場啟用，原有的杭州筧橋機場改為軍用機場。
- 12月：拉羅馬訥國際機場（英语：La Romana International Airport）啟用。